# Kepler-9 c
Kepler-9 c (KOI-377.02) est une planète extrasolaire (exoplanète) confirmée en orbite autour de l'étoile Kepler-9, une naine jaune très semblable au Soleil — mais bien plus jeune — située à une distance d'environ 2 120 années-lumière (650 pc) du Système solaire dans la constellation de la Lyre. Un système planétaire à trois corps a été détecté par la méthode des transits autour de cette étoile :
| Planète                        | Masse (MJ) | Rayon (RJ) | Demi-grand axe (UA) | Période orbitale (j) | [Masse volumique]] (g/cm3) |
| ------------------------------ | ---------- | ---------- | ------------------- | -------------------- | -------------------------- |
|                                |            |            |                     |                      |                            |
| Kepler-9 d                     | ~ 0,022 ?  | ~ 0,147    | ~ 0,0273            | 1,592851             | ~ 9,2 ?                    |
| Kepler-9 b                     | ~ 0,252    | ~ 0,842    | ~ 0,14              | 19,243158            | ~ 0,524                    |
| Kepler-9 c                     | ~ 0,171    | ~ 0,823    | ~ 0,225             | 38,90861             | ~ 0,383                    |
|                                |            |            |                     |                      |                            |
| Système planétaire de Kepler-9 |            |            |                     |                      |                            |

Kepler-9 c aurait un rayon d'environ 0,823 RJ et une masse d'environ 0,171 MJ, d'où une masse volumique globale d'environ 0,383 g/cm3 correspondant à une géante gazeuse constituée très majoritairement d'hydrogène et d'hélium.
Bouclant en 38,9 jours une orbite de demi-grand axe voisin de 0,225 UA, Kepler-9c serait de type Jupiter chaud. Elle présenterait une résonance orbitale autour de 1:2 avec Kepler-9b, sa période orbitale étant actuellement supérieure au double de celle de cette dernière mais tendant à décroître d'environ 39 minutes par révolution pour sans doute atteindre puis devenir inférieure à cette valeur avant de croître et redevenir supérieure.